# Hospital Universitario Infanta Leonor
El Hospital Universitario Infanta Leonor es un centro hospitalario de titularidad pública, situado en el distrito de Villa de Vallecas de la ciudad de Madrid. Está administrado por el Servicio Madrileño de Salud, dependiente de la Consejería de Sanidad, aunque sus servicios no clínicos son gestionados por una sociedad concesionaria.

## Historia
En junio de 2005, el gobierno de la Comunidad de Madrid licitó la construcción de un nuevo hospital en el distrito de Villa de Vallecas, que atendería una población de 300.000 personas, con un coste de obras de alrededor de 87 millones de euros. La construcción se inició en noviembre de 2005.
El edificio fue diseñado por Ramón Araujo, Arturo Berned y Luis Vidal.
Fue inaugurado el 29 de febrero de 2008 por la presidenta de la  Comunidad de Madrid, Esperanza Aguirre.
Hasta el 30 de junio de 2016, el Hospital Universitario Infanta Leonor  funcionó bajo la forma jurídica de la Empresa Pública Hospital de Vallecas, y el 1 de julio de 2016 pasó a ser un centro de atención especializada de gestión directa del Servicio Madrileño de Salud.
El 1 de enero de 2017 asumió la integración jurídica del Hospital Virgen de la Torre. Esta medida atribuye a la Gerencia del Hospital Universitario Infanta Leonor las competencias, funciones y gestión de los servicios y centros dependientes del Hospital Virgen de la Torre, así como todos sus bienes muebles e inmuebles, además de la integración del personal a la plantilla del Hospital Universitario.
El principal accionista de la sociedad concesionaria en la gestión no asistencial del centro era Pralesa, hasta su compra por el fondo de infraestructuras holandés DIF.
Tras quejas vecinales por la dificultad de acceso peatonal desde el barrio de Santa Eugenia para acceder al hospital, se aprobó las obras para crear un paso inferior bajo las vías ferroviarias.

## Cobertura asistencial
El hospital atiende a una población aproximada de 309.000 personas, que incluyen los distritos de Villa de Vallecas y Puente de Vallecas.

### Atención Primaria
Es el hospital asignado para 13 centros de salud de Atención Primaria, entre los que se incluyen: 
- Centro de Salud Alcalá de Guadaira
- Centro de Salud Ángela Uriarte
- Centro de Salud Buenos Aires
- Centro de Salud Campo de la Paloma
- Centro de Salud Cerro Almodóvar
- Centro de Salud Ensanche de Vallecas
- Centro de Salud Entrevías
- Centro de Salud Federica Montseny
- Centro de Salud José María Llanos
- Centro de Salud Martínez de la Riva
- Centro de Salud Rafael Alberti
- Centro de Salud Vicente Soldevilla
- Centro de Salud Villa de Vallecas

### Otros centros
Del Hospital Universitario Infanta Leonor depende:
- Centro de Especialidades Federica Montseny
- Centro de Especialidades Vicente Soldevilla
- Centro de Salud Mental de Puente de Vallecas
- Centro de Salud Mental de Villa de Vallecas
- Los Hospitales de Día de Psiquiatría de Adultos y Adolescentes, localizados en un mismo edificio, el Centro Sanitario Polivalente de Vallecas.

## Cartera de servicios
| - Alergología - Aparato Digestivo - Cardiología - Endocrinología - Geriatría - Hematología y Hemoterapia - Medicina Interna - Nefrología - Neumología - Neurología - Oncología - Pediatría - Reumatología - Urgencias | - Cirugía General y de Aparato Digestivo - Cirugía Pediátrica - Dermatología - Obstetricia y Ginecología - Oftalmología - Otorrinolaringología - Traumatología y Cirugía Ortopédica - Urología | - Análisis Clínicos - Anatomía Patológica - Anestesiología y Reanimación - Bioquímica - Farmacia Hospitalaria - Inmunología - Medicina Intensiva - Medicina Preventiva - Medicina del Trabajo - Microbiología y Parasitología - Psiquiatría - Psicología Clínica - Radiodiagnóstico - Radiofísica Hospitalaria - Rehabilitación |

## Personal
En el hospital trabajan casi 2400 profesionales. Cuenta con:
- facultativos 539
- enfermería 831
- otro personal 1469
- médicos residentes 71

### Docencia
Es uno de los centros de referencia para la formación de sanitarios de la Universidad Complutense de Madrid, Universidad San Rafael Nebrija y Universidad Europea de Madrid.

## Instalaciones y recursos
El Hospital Universitario Infanta Leonor tiene una superficie construida de 85.066 metros cuadrados. Su edificio consta de cuatro plantas y un sótano distribuidos desde un módulo central de geometría rectangular del que salen seis satélites, identificados por un color y una letra (A-F). También posee un helipuerto construido.

### Accesos
Al Hospital Universitario Infanta Leonor se puede llegar en transporte público, utilizando la red de Cercanías de Renfe, los autobuses urbanos de Madrid, y en Metro.
- Metro de Madrid: Parada de metro Estación de Sierra de Guadalupe

- Renfe Cercanías: ,  y . Parada de tren en Estación de Vallecas.

- Líneas de Autobús:

1. Lanzadera de la EMT entre Sierra de Guadalupe y el Hospital Universitario Infanta Leonor H1
2. Resto de líneas que enlazan con H1:  54, 58, 103, 130, 142, 143, y T31

Se puede acceder al hospital por la margen derecha de la autovía  A-3  (Autovía del Este), sentido Valencia, a la altura de Valdebernardo. 
También se puede acceder por la  M-30  por la salida 'A-3 Valencia / Calle El Bosco' y seguir indicaciones de 'Vallecas y 'Hospital Infanta Leonor'. Si se conduce desde la  M-40 , la salida es 'Avenida de la Albufera' y, después, dirección 'Avenida de la Democracia', hasta ver indicaciones de 'Hospital Infanta Leonor'.
Hay tres módulos de aparcamiento: el principal (subterráneo), el de Consultas Externas (primera hora gratis) y el de Urgencias (primeros 90 minutos gratis). Existen abonos de varios días, cuyas tarifas se pueden consultar en el puesto de control del aparcamiento principal.